# Timo Peltola
Timo Hannu Tapani Peltola (ur. 12 czerwca 1972) – fiński judoka. Olimpijczyk z Aten 2004, gdzie odpadł w eliminacjach w wadze półciężkiej.
Uczestnik mistrzostw świata w 1995, 1999, 2001 i 2003. Startował w Pucharze Świata w latach 1992, 1995–2002, 2003, 2004 i 2006. Piąty na mistrzostwach Europy w 2001 i siódmy w 1998 roku. Dwunastokrotny mistrz kraju.

## Letnie Igrzyska Olimpijskie 2004
| Konkurencja | Eliminacje           | Eliminacje           | Repasaże               | Klas. końcowa |
| Konkurencja | Przeciwnik I         | Przeciwnik II        | Przeciwnik I           | Miejsce       |
| ----------- | -------------------- | -------------------- | ---------------------- | ------------- |
| 100 kg      | José Vásquez (DOM) Z | Ihar Makarau (BLR) P | Askat Żytkejew (KAZ) P | 3 runda       |